# Kościół św. Stanisława Biskupa i Męczennika w Glewicach
Kościół św. Stanisława Biskupa i Męczennika w Glewicach – katolicki kościół filialny zlokalizowany we wsi Glewice w gminie Goleniów, w powiecie goleniowskim (województwo zachodniopomorskie). Jest filią parafii św. Katarzyny w Goleniowie.

## Historia i architektura
Wzniesiony w 1789 roku kościół murowany jest w technice muru pruskiego. Sytuowany został na planie prostokąta, z kwadratową wieżą od strony zachodniej. Budynek kościoła kryty jest dachem dwuspadowym, wieża natomiast dachem typu namiotowego. W 1847 i 1856 roku kościół został poddany pracom renowacyjnym. W 1870 roku dokonano większego remontu, w trakcie którego całkowicie wymienione zostały pokrycie dachowe i stolarka okienna. W 1967 roku całkowicie przemurowano ścianę zachodnią.
Nakrywający wnętrze świątyni oryginalny strop belkowany z mieczami został podbity deskami sosnowymi. Nie zachowało się historyczne wyposażenie wnętrza. Przed południowym portalem kościoła umieszczona jest granitowa chrzcielnica, o wysokości 50 cm i średnicy 80 cm. Na wieży zawieszone są dwa dzwony z 1596 roku, o średnicach 52 i 65 cm.
Po II wojnie światowej kościół został konsekrowany jako świątynia katolicka w dniu 8 maja 1947 roku.